# وصول المنتجات غير الزراعية إلى الأسواق
مفاوضات وصول المنتجات غير الزراعية إلى الأسواق (NAMA) : هي عبارة عن مفاوضات من قبل منظمة التجارة العالمية مبنية على تصريح الدوحة عام 2001 الذي يدعو إلى تقليص أو إزالة الرسوم الجمركية، وبشكل خاص للمنتجات القابلة للتصدير التي تنال إهتمام البلدان النامية. وصول المنتجات غير الزراعية إلى الأسواق (NAMA) تغطي المنتجات المصنعة، منتجات الوقود، المعادن، الأسماك، المنتجات البحرية  وأيضًا المنتجات الحرجية. هذه المنتجات ليست تحت تغطية اتفاقية الزراعة ولا تحت المفاوضات المتصلة بالخدمة.
تعتبرمنظمة التجارة العالمية مفاوضات وصول المنتجات غير الزراعية إلى الأسواق (NAMA) مهمة لأن منتجاتها تمثل ما يقارب 90% من إجمالي صادرات السلع إلى العالم.

## التاريخ
مفاوضات وصول المنتجات غير الزراعية إلى الأسواق (NAMA) بدأت رسميًا في يناير2002 بعد إنشاء فريق التفاوض المعني بالوصول إلى الأسواق (NGMA).
يعتبر (بيير لويس جيرارد) رئيس فريق التفاوض المعني بالوصول إلى الأسواق (NGMA)، حيثُ قدم أول إقتراح عام 2003 قبل اجتماع كانكون الوزاري المتعلق بالأساليب اللازمة للمضي بالعملية قدمًا، مع ذلك إقتراح جيرارد واجه بعض الإعتراضات من قبل أعضاء البلدان المتقدمة بسبب تقديمة لاقتراح يطلب تخفيض الرسوم الجمركية مقارنة بالتي يدعو إليها أعضاء البلدان المتقدمة، ولكن بحلول وقت إنعقاد اجتماع كانكون الوزاري عام 2003، كان النص الثاني من مفاوضات وصول المنتجات غير الزراعية إلى الأسواق (NAMA) يعارض البلدان النامية، خاصةً من قبل مجموعة التحالف بين أفقر وأصغر البلدان النامية، مجموعة دول أفريقيا الكاريبي والمحيط الهادي، للابتعاد عن المشروع الأول لمفاوضات وصول المنتجات غير الزراعية إلى الأسواق (NAMA).
تم كسر جمود مفاوضات وصول المنتجات غير الزراعية إلى الأسواق (NAMA) في يوليو عام 2004، حيث كانت أول إتفاقية بين البلدان بعد إنهيار كانكون، إتفاقية يوليو 2004 قادة هيكل الأساليب المستقبلية للإنطلاق.

## القضايا الأساسية
خفض الرسوم الجمركية: وهي منهجية خفض الرسوم الجمركية هي اللب الأساسي لمفاوضات وصول المنتجات غير الزراعية إلى الأسواق (NAMA)، لكن حينها البلدان المتقدمة والبلدان النامية إنقسمت على مدى إجراء خفض الرسوم الجمركية كأداة سياسية للبلدان النامية المهتمة بحماية الصناعة الناشئة أولاً من أجل التنمية.
الرسوم الجمركية كحد أقصى لاتطبق على البلد العضو، بناء على ذلك الحد الأقصى للرسوم الجمركية يمكن أن يطبقة أحد الأعضاء.
مفاوضات وصول المنتجات غير الزراعية إلى الأسواق (NAMA) إختارت صيغة منهج خفض الرسوم الجمركية بدلاً من المنهج الخطي، وتقترح الصيغة السويسرية، التي أيدتها البلدان المتقدمة مثل الولايات المتحدة، دول أعضاء الاتحاد الأوروبي، النرويج واليابان، خفض الرسوم الجمركية بشكل صارم دون مراعاة الوضع الحالي للتعريفات الجمركية لبلدٍ ما.
على الجانب الأخر الصيغة السويسرية المعدلة تأخذ بالحسبان التعريفات الجمركية للبلد، بينما تطالب بخفض الرسوم الجمركية، ويتم دعم هذا المنهج من قبل الدول النامية.

## جماعات الصغط

### مجموعة ال11 لوصول المنتجات غير الزراعية إلى الأسواق (NAMA-11)
هي مجموعة من 11 بلدًا ناميًا، يطلق عليهم مجموعة ال11 لوصول المنتجات غير الزراعية إلى الأسواق (NAMA-11) ويعملون على تعزيز مفاوضات وصول المنتجات غير الزراعية إلى الأسواق (NAMA)، ويهدف الفريق إلى تحقيق هدفين رئيسيين: أولاً دعم المرونة للبلدان النامية، ثانيًا تحقيق التوازن بين وصول المنتجات غير الزراعية إلى الأسواق (NAMA) وغيرها من المجالات الأخرى التي قيد التفاوض.
البلدان الأعضاء لمجموعة ال11 لوصول المنتجات الزراعية إلى الأسواق (NAMA-11) هي الأرجنتين، جمهورية فنزويلا البوليفارية ، البرازيل، مصر، الهند، إندونيسيا، ناميبيا، الفلبين، جنوب أفريقيا، باكستان وتونس.